# Lüdershagen
Lüdershagen ist eine Gemeinde im Westen des Kreises Vorpommern-Rügen. Die Gemeinde liegt in 30 km Entfernung genau westlich der Stralsunder Altstadt. Bis zum 1. Januar 2005 war die Gemeinde Teil des damaligen Amtes Barth-Land; seitdem gehört sie zum Amt Barth.

## Lage
Lüdershagen liegt 11 Kilometer östlich des Hafens von Damgarten (in Ribnitz-Damgarten) und etwa 10 Kilometer südwestlich von Barth, auf der Luftlinie zwischen beiden.
Der Ort ist etwa 6 km von Saaler- und Bodstedter Bodden entfernt. Die südliche Gemeindegrenze kreuzt spitzwinklig die zweieinhalb Kilometer südlich des Ortskerns verlaufende Bundesstraße 105 (Rostock–Stralsund). Nördlich reicht die Gemeinde bis an den Südrand des Gäthkenhäger Waldes.

## Geschichte
Lüdershagen wurde erstmals im Jahr 1278 urkundlich erwähnt. Der Ort ist im Zuge der deutschen Ostkolonisation entstanden. Lokatoren und erste Grundherren waren die von Ploetz; Roloff de Plocech verkaufte seinen Besitz im Jahr 1290 an die Stadt Stralsund.
Nach dem Dreißigjährigen Krieg bis zum Jahr 1815 gehörte die Gegend zu Schwedisch-Pommern und danach zur preußischen Provinz Pommern.
Die Gemeinde war bis 1952 Teil des Landkreises Franzburg-Barth und gehörte danach bis 1994 zum Kreis Ribnitz-Damgarten im Bezirk Rostock.
Bei Restaurierungsarbeiten entdeckten Archäologen in der Dorfkirche Lüdershagen unter dem Ziegelfußboden knapp 300 bis zu 700 Jahre alte Münzen aus Silber und Kupfer.

## Wappen, Flagge, Dienstsiegel
Die Gemeinde verfügt über kein amtlich genehmigtes Hoheitszeichen, weder Wappen noch Flagge. Als Dienstsiegel wird das kleine Landessiegel mit dem Wappenbild des Landesteils Vorpommern geführt. Es zeigt einen aufgerichteten Greifen mit aufgeworfenem Schweif und der Umschrift „GEMEINDE LÜDERSHAGEN * LANDKREIS VORPOMMERN-RÜGEN“.

## Verkehr
Seit 1895 betrieb die private Bahngesellschaft Franzburger Kreisbahnen (FKB) die Schmalspurbahnstrecke zwischen Stralsund, Barth und Damgarten mit einem Bahnhof in Lüdershagen. Seit dem 1. April 1949 wurde die Führung, wie auch die der übrigen ehemaligen Klein- und Privatbahnen im Lande, durch die Deutsche Reichsbahn übernommen. Die Stilllegung der Strecke für Lüdershagen endete 1965. Das ehemalige Bahnhofsgebäude fand eine Weiternutzung als Wohn- und Arztpraxis für die Einwohner der Gemeinde und aus dem Umland.

## Kultur und Sehenswürdigkeiten
- Georgskirche Lüdershagen: Backsteinkirche aus dem 13./14. Jahrhundert
- Volksfest des „Tonnenabschlagens“[4]

## Weblinks

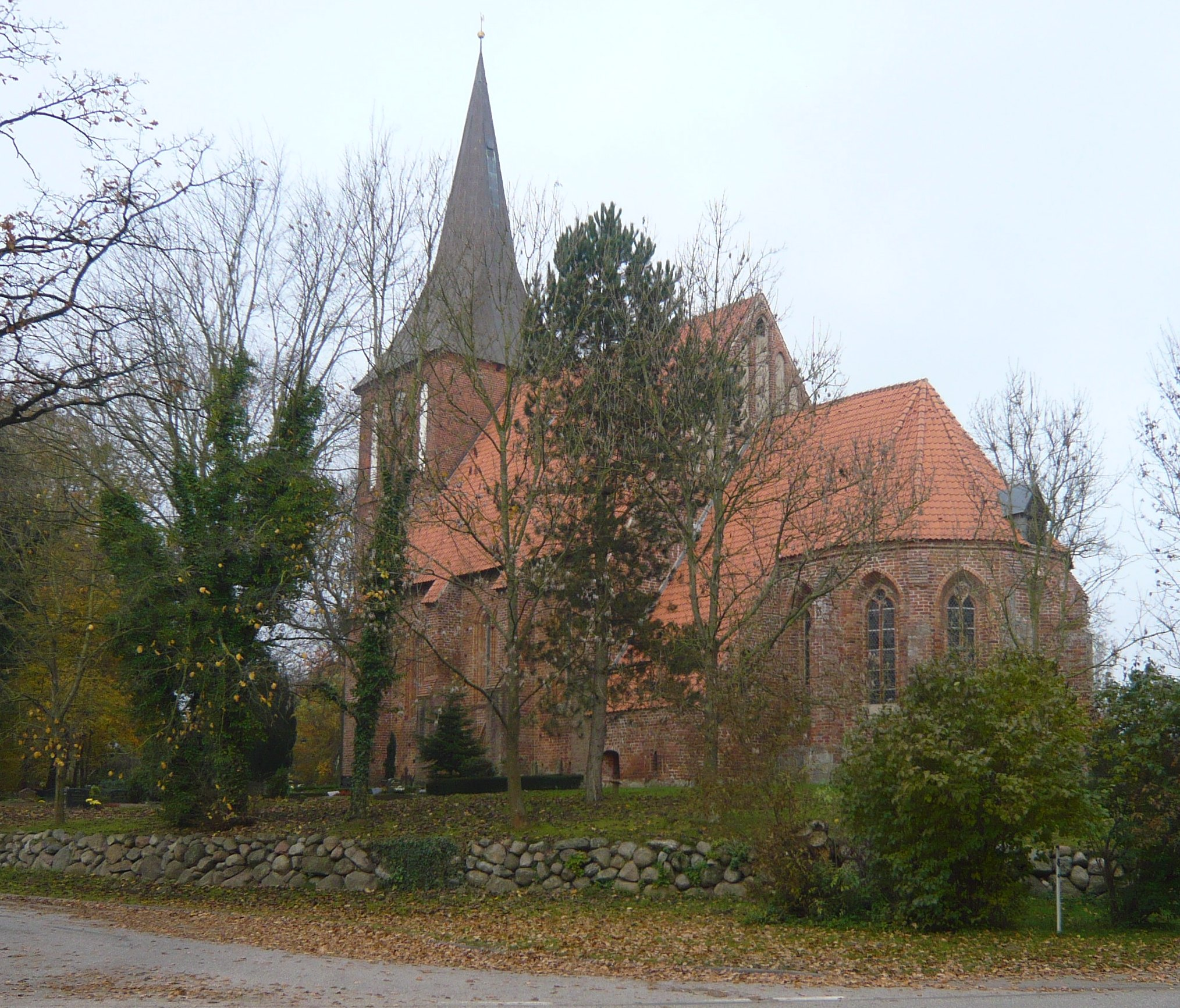
Gotische Backsteinkirche

## Ortsteile
- Heidberg
- Kronsberg
- Lüdershagen
- Lüdershagen-Heide